# シュガースイート
『シュガースイート』は、2001年製作の日本映画。第10回東京国際レズビアン&ゲイ映画祭にて上映された。

## キャスト
- 奈緒美：北川さおり
- シュガー：C.Snatch.Z
- あずさ：SAKI
- 中川真緒
- IRI
- 湫子
- 道乃木桜
- 諏訪太朗
- 徳山小太郎
- 飯尾英樹